# Esküdt ellenségek
Az Esküdt ellenségek (eredeti cím: Law & Order, szó szerinti fordításban ’Törvény és rend’) hosszú ideig futó és népszerű amerikai krimisorozat, amelyet Dick Wolf készített az NBC számára 1990-ben. A műsor a New York-i rendőrség kalandjait mutatja be. Minden epizódban bűncselekmény történik, és a rend őreinek ki kell nyomoznia, hogy ki követte el az adott gaztettet. Általában váratlan fordulatok is vannak az epizódok során. A sorozat húsz évadot élt meg 456 epizóddal. 40 vagy 48 perces egy epizód. A produkció híres volt hosszú pályafutásáról, valamint gyakori színészcseréiről is. Az eredeti sorozat nagyon sikeres volt, ezért franchise alakult ki, számos spin-off is született, valamint más országok is újraforgatták (remake)-elték.
Amerikában az NBC sugározza 1990. szeptember 13. óta. Magyarországon először a TV2 mutatta be 1999. június 14-én.
2020-ban egy különkiadás készült a sorozatból.

## Szereplők
| Szereplő              | Színész             | Magyar hang              |
| --------------------- | ------------------- | ------------------------ |
| Lennie Briscoe        | Jerry Orbach        | Szokolay Ottó Vass Gábor |
| Philip "Phil" Cerreta | Paul Sorvino        | Perlaki István           |
| Benjamin "Ben" Stone  | Michael Moriarty    | Hirtling István          |
| Donald Cragen         | Dann Florek         | Tóth Tamás               |
| Paul Robinette        | Richard Brooks      | Dózsa Zoltán             |
| Adam Schiff           | Steven Hill         | Gruber Hugó Dengyel Iván |
| Mike Logan            | Chris Noth          | Háda János               |
| Anita Van Buren       | S. Epatha Merkerson | Kovács Nóra              |
| Rey Curtis            | Benjamin Bratt      | Hevér Gábor              |
| Jack McCoy            | Sam Waterston       | László Zsolt             |
| Jamie Ross            | Carey Lowell        | Füredi Nikolett          |
| Abbie Carmichael      | Angie Harmon        | Kiss Eszter              |
| John Munch            | Richard Belzer      | Bognár Zsolt             |

## Bibliográfia
- Courrier, Kevin. Law & Order: The Unofficial Companion, 2nd, Los Angeles: Renaissance Books (1999. november 20.). ISBN 1-58063-108-8
- Green, Susan. Law & Order: Special Victims Unit: The Unofficial Companion. Dallas: BenBella Books (2009. szeptember 1.). ISBN 978-1-933771-88-5

## További információ
- Hivatalos oldal
- Esküdt ellenségek a Facebookon
- Esküdt ellenségek a PORT.hu-n (magyarul)
- Esküdt ellenségek az Internet Movie Database-ben (angolul)
- Esküdt ellenségek a Rotten Tomatoeson (angolul)
- Esküdt ellenségek a Box Office Mojón (angolul)